# Đơn Dương
Đơn Dương là một huyện thuộc tỉnh Lâm Đồng, Việt Nam.

## Địa lý
Huyện Đơn Dương nằm ở phía đông của tỉnh Lâm Đồng, có vị trí địa lý:
- Phía đông giáp huyện Ninh Sơn và huyện Bác Ái, tỉnh Ninh Thuận
- Phía tây và phía nam giáp huyện Đức Trọng
- Phía bắc giáp thành phố Đà Lạt và huyện Lạc Dương.

Huyện nằm ở phía đông bắc cao nguyên Di Linh, có độ cao trên 1.000m. Địa hình huyện chia làm 3 dạng chính: địa hình núi cao, địa hình đồi thoải lượn sóng, địa hình thung lũng sông suối.
Đất lâm nghiệp trên địa bàn huyện có diện tích khoảng 38.000 ha. Huyện gồm có các loại đất chính sau: đất phù sa dốc tụ, đất phù sa sông suối, đất phù sa không được bồi hàng năm, đất nâu đỏ trên bazan, đất đỏ vàng trên đá phiến, đất mùn vàng đỏ gzanit và daxit.
Huyện có nhiều dân tộc thiểu số như: K'ho, Chu Ru, Ê-đê, Nùng, Tày, Hoa, Chăm.

## Hành chính
Huyện Đơn Dương được chia thành 9 đơn hành chính cấp xã trực thuộc, bao gồm 2 thị trấn Thạnh Mỹ (huyện lỵ), D'Ran và 7 xã: Đạ Ròn, Ka Đô, Ka Đơn, Lạc Lâm, Lạc Xuân, Quảng Lập, Tu Tra.

## Lịch sử
Cao nguyên Lang Biang trước năm 1893 là địa bàn cư trú của các tộc người Thượng. Người Việt đầu tiên có ý định khám phá vùng rừng núi Nam Trung Bộ là Nguyễn Thông, nhưng do nhiều lý do nên cho tới cuối đời ông vẫn không thực hiện được ý định của mình. Vào hai năm 1880 và 1881, bác sĩ hải quân Paul Néis và trung úy Albert Septans có những chuyến thám hiểm đầu tiên vào vùng người Thượng ở Đông Nam Bộ và Nam Trung Bộ, và họ được coi là hai nhà thám hiểm đầu tiên đã tìm ra cao nguyên Lang Biang. Hành trình của Paul Néis và Albert Septans mở đường cho nhiều chuyến đi khác như A. Gautier (năm 1882), L. Nouet (1882), thiếu tá Humann (1884).
Ngày 3 tháng 8 năm 1891, bác sĩ Alexandre Yersin thực hiện chuyến thám hiểm đầu tiên với ý định tìm đường núi từ Nha Trang vào Sài Gòn, nhưng chuyến đi này bất thành. Từ 28 tháng 3 đến 9 tháng 6 năm 1892, Yersin thực hiện một cuộc thám hiểm từ Nha Trang, băng qua vùng cao nguyên Đắk Lắk để đến Stung Treng, nằm bên bờ sông Mê Kông (thuộc địa phận Campuchia).
Sau năm 1975, huyện Đơn Dương bao gồm 11 xã: Ka Đô, Ka Đơn, Kil Pla Gnol, Lạc Lâm, Lạc Nghiệp, Lạc Xuân, Loan, Thạnh Mỹ, Tu Tra, Xuân Thọ, Xuân Trường.
Ngày 14 tháng 3 năm 1979, Hội đồng Chính phủ ban hành Quyết định 116-CP. Theo đó:
- Sáp nhập 2 xã: Xuân Thọ và Xuân Trường vào thành phố Đà Lạt.
- Chuyển xã Kil Pla Gnol về huyện Lạc Dương mới thành lập.

Ngày 28 tháng 3 năm 1983, chia xã Loan thành 2 xã: Ninh Loan và Đà Loan.
Ngày 6 tháng 6 năm 1986, Hội đồng Bộ trưởng ban hành Quyết định số 67-HĐBT. Theo đó:
- Chia xã Đà Loan thành 2 xã: Đà Loan và Tà Năng.
- Chia xã Ninh Loan thành 2 xã: Ninh Loan và Tà Hine.

Ngày 24 tháng 10 năm 1987, Hội đồng Bộ trưởng ban hành Quyết định 157-HĐBT. Theo đó:
- Chuyển 4 xã: Đà Loan, Ninh Loan, Tà Hine và Tà Năng về huyện Đức Trọng quản lý.
- Chuyển xã Thạnh Mỹ thành thị trấn Thạnh Mỹ (thị trấn huyện lỵ huyện Đơn Dương).

Ngày 15 tháng 9 năm 1989, chuyển xã Lạc Nghiệp thành thị trấn D'ran.
Ngày 16 tháng 9 năm 1989, chia xã Ka Đô thành 2 xã: Ka Đô và Quảng Lập, chia xã Ka Đơn thành 2 xã: Ka Đơn và Pró.
Ngày 30 tháng 10 năm 2000, thành lập xã Đạ Ròn trên cơ sở 3.349,3 ha diện tích tự nhiên và 9.133 nhân khẩu của thị trấn Thạnh Mỹ. Huyện Đơn Dương có 2 thị trấn và 8 xã trực thuộc như hiện nay.
Ngày 24 tháng 10 năm 2024, Ủy ban Thường vụ Quốc hội vừa ban hành Nghị quyết số 1255/NQ-UBTVQH15 về việc sắp xếp đơn vị hành chính cấp xã của tỉnh Lâm Đồng giai đoạn 2023-2025. ( Nghị định có hiệu lực từ ngày 1 tháng 12 năm 2024).
Sắp xếp các đơn vị hành chính cấp xã thuộc huyện Đơn Dương như sau:
Nhập toàn bộ diện tích tự nhiên là 87,84 km2, quy mô dân số là 7.300 người của xã Pró vào xã Quảng Lập. Sau khi nhập, xã Quảng Lập có diện tích tự nhiên là 97,63 km2 và quy mô dân số là 14.177 người.
Xã Quảng Lập giáp xã Ka Đơn, xã Ka Đô, thị trấn Thạnh Mỹ; huyện Đức Trọng và tỉnh Ninh Thuận.
Sau khi sắp xếp, huyện Đơn Dương có 09 đơn vị hành chính cấp xã, gồm 07 xã và 02 thị trấn. 

## Kinh tế - xã hội
Thu nhập bình quân đầu người năm 2013 là 36 triệu đồng, tăng nhiều từ mức 18,3 triệu năm 2010. Tổng thu ngân sách nhà nước của huyện được khoảng gần 100 tỷ đồng.
Toàn huyện đã có 9 chợ/10 xã, thị trấn (xã Đạ Ròn chưa có chợ); cấp chợ: cấp III, IV và chợ nông thôn; với quy mô từ 15 đến trên 200 quầy sạp.

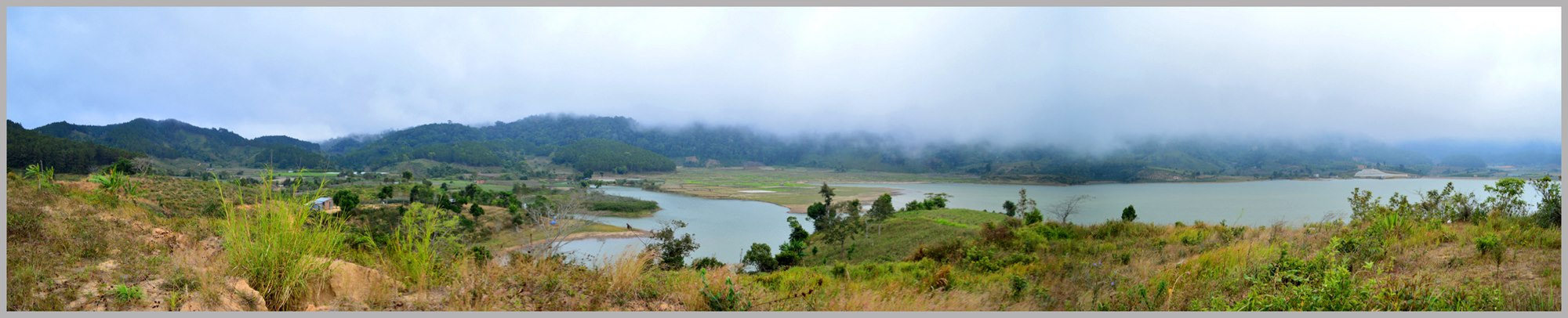
Hồ Thủy Lợi P'ro – Đơn Dương, Lâm đồng

Toàn huyện có 32 công trình thủy lợi, bao gồm 19 hồ, 10 đập dâng, 2 đường dẫn nước tưới và 1 trạm bơm.
Hệ thống lưới điện cao áp huyện Đơn Dương có chiều dài trên 200 km, do 3 đơn vị quản lý và khai thác:
- Công ty Truyền tải điện 4: Truyền tải điện cao nguyên (Đội đường dây Đơn Dương) với đường dây 220kv; chiều dài 17 km và có 72 trụ,
- Đội cao thế Lâm Đồng trực thuộc XN điện cao thế MN với đường dây 110kv; chiều dài 75 km tuyến Đà Lạt – Đa Nhim – Đức Trọng và có 169 trụ nằm trên địa bàn Đơn Dương,
- Chi nhánh điện lực Đơn Dương có đường dây trung áp dài 197 km; đường dây hạ áp dài: 314 km và 291 trạm biến áp, tổng công suất: 33.351 KVA.

Nông nghiệp: Đất sản xuất nông nghiệp có diện tích gần 17.000 ha. Huyện Đơn Dương chủ yếu có các loại cây trồng như: Cây công nghiệp có cà phê, trà, tiêu, dâu tằm. Cây ngắn ngày có các loại rau, củ quả đặc sản và đặc trưng như của Đà Lạt. Khu vực Đơn Dương – Đức Trọng thuộc tỉnh Lâm Đồng là nơi có diện tích cà chua lớn nhất Việt Nam. Ka Đô và Lạc Xuân là hai xã có diện tích trồng cà chua lớn nhất huyện Đơn Dương. Trên địa bàn xã Quảng Lập có nông trường khoai tây O'Star Farm, là nông trường khoai tây lớn nhất Việt Nam. Nông nghiệp vẫn chiếm hơn 56% tỷ trọng kinh tế. Tổng diện tích rau thương phẩm gieo trồng trong năm 2013 của huyện là 22.918 ha với sản lượng gần 734.600 tấn. Doanh thu bình quân 120–150 triệu đồng/ha/năm. Diện tích ứng dụng công nghệ cao đạt bình quân trên 250 triệu đồng/ha/năm, có những diện tích đạt hơn 1 tỷ đồng. Tính đến cuối năm 2013, trong tổng số 6.400 con bò sữa của toàn tỉnh Lâm Đồng thì đàn bò sữa của huyện Đơn Dương chiếm 5.245 con (trong đó, bò sữa trong hộ cá thể chiếm 3.247 con).
Lâm nghiệp: Tổng diện tích đất lâm nghiệp: 38.442,73 ha. Rừng phòng hộ: 18.436,40 ha. Rừng đặc dụng: 0 ha. Ngành nghề lâm nghiệp: sản xuất sản phẩm gỗ và lâm sản, sản xuất giường, tủ, bàn, ghế.
Giáo dục: Cùng với việc phát triển kinh tế xá hội nói chung, hiện nay trên địa bàn huyện có các cơ sở giáo dục công lập gồm: 11 trường mầm non (6 CL, 5 BT) 22 trường Tiểu học, 11 trường THCS, 5 trường THPT, 3 TTGDTX, LĐHN và dạy nghề.
Y tế: Trên địa bàn huyện có 1 bệnh viện đa khoa, 2 phòng khám đa khoa khu vực và 10 trạm y tế xã, thị trấn. Tổng số giường bệnh trên 120 giường, trong đó bệnh viện đa khoa trung tâm trên 70 giường, 2 phòng khám đa khoa khu vực 20 giường và 10 trạm y tế xã, thị trấn 30 giường (trung bình mỗi trạm 3–4 giường). Hầu hết các cơ sở y tế đã được xây dựng kiên cố.

## Dân số
Huyện Đơn Dương có diện tích 611,56 km², dân số ngày 1/4/2019 là 107.281 người, trong đó: dân số thành thị là 27.683 người (chiếm 26%) và dân số nông thôn là 79.598 người (chiếm 74%), mật độ dân số đạt 175 người/km².
Huyện Đơn Dương có diện tích 611,85 km², dân số tính đến ngày 31/12/2022 là 128.747 người, mật độ dân số đạt 210 người/km².

## Văn hóa
Đơn Dương trong nghệ thuật
Có một thời gian trong những năm 1960, họa sĩ Đinh Cường – khi ấy vừa tốt nghiệp Đại học Mỹ thuật Huế, đã sống và có nhiều kỷ niệm ở D'Ran, ông đã có nhiều sáng tác trong giai đoạn này.
Nhạc sĩ Trịnh Công Sơn cũng đã nhiều lần ghé thăm Đinh Cường ở Đơn Dương. Trong những lần ghé thăm này Trịnh Công Sơn ở cùng với Đinh Cường trong một căn nhà sàn nhỏ ở D'Ran. Trong thời gian đó ông thường xuyên viết thư cho người yêu là Ngô Vũ Dao Ánh.
Bức thư đề ngày 11 tháng 11 năm 1964 có đoạn:
"Anh đến đây thì anh Cường ở D'Ran chưa về. Anh leo lên căn nhà gỗ sàn – chung quanh là núi cao, là mây mù, là suối reo, là giá rét, là quạnh quẽ. Anh ngồi trong căn phòng riêng của anh Cường, chung quanh những bức tranh mang hình ảnh màu sắc của núi đồi này vừa lên xong. Và cơn mưa xám mù chợt đến... Ngoài kia trời chỉ còn thấy viền núi đen cao ngất bao quanh. Tiếng suối chảy buồn."
Trong bức thư ngày 12 tháng 11 năm 1964, Trịnh Công Sơn cũng thổ lộ với Dao Ánh mong ước từ bỏ tất cả "những đua chen" để về sống tại D'Ran:
"Cuộc sống ở đây bình an dễ chịu. Có lẽ rồi anh cũng kiếm cách về đây, làm đồn điền và xa lánh những đua chen vô ích. Tìm một hạnh phúc nào nhỏ nhất cho vừa đời mình. Làm một căn nhà sàn với bàn ghế bằng những gốc thông ghép lại, sống rất gần với gỗ với cây với núi rừng với đất."

## Du lịch
Nằm trên cao nguyên với khí hậu mát mẻ, cảnh quan rừng núi tươi đẹp, Đơn Dương có nhiều tiềm năng để phát triển du lịch xanh, du lịch sinh thái. Tuy vậy, ngành du lịch Đơn Dương chưa tồn tại, chưa đem lại thu nhập cho người dân.
Một số địa điểm dã ngoại phổ biến của người dân địa phương:
- Hồ thủy điện Đa Nhim: Nằm tại thị trấn D'Ran. Hồ nằm ở hướng đông của huyện, chứa và cung cấp nước cho thủy điện Đa nhim, được xây dựng từ những năm 60, xung quanh hồ là rừng nguyên sinh thuộc rừng phòng hộ.
- Rừng cảnh quan đèo Ngoạn Mục: Nằm dọc quốc lộ 27 đầu chân đèo Ngoạn Mục giáp ranh địa giới hành chính với huyện Ninh Sơn, tỉnh Ninh Thuận, là điểm dừng của xe khi lên hết đèo hoặc trước khi xuống đèo, có thác Thiên Thai nằm giữa hai đồi núi trong cánh rừng tự nhiên thuộc rừng phòng hộ.
- Hồ Pró: Nằm tại thôn Đông Hồ, xã Pró. Đây là hồ chứa nước được xây dựng từ những năm 80, phục vụ tưới tiêu cho gần 400 ha đất nông nghiệp của xã Pró và xã Ka Đơn. Diện tích lòng hồ trên 70 ha, xung quanh là rừng phòng hộ nguyên sinh. Hồ Pró cách quốc lộ 27 khoảng 15 km, đường ôtô ra vào được, trong đó có trên 10 km đường đã được thảm nhựa.
- Hồ Đạ Ròn: Tại thôn Đạ Ròn, xã Đạ Ròn về hướng tây bắc huyện gần quốc lộ 27, hồ có diện tích lòng hồ trên 110 ha, xung quanh là rừng thông bao bọc, được xây dựng từ những năm cuối thập niên 90, phục vụ tưới tiêu cho xã Đạ Ròn và thị trấn Thạnh Mỹ.